# العلاقات اليابانية الشمال مقدونية
العلاقات اليابانية الشمال مقدونية هي العلاقات الثنائية التي تجمع بين اليابان وشمال مقدونيا.

## مقارنة بين البلدين
هذه مقارنة عامة ومرجعية للدولتين:
| وجه المقارنة                                              | اليابان         | شمال مقدونيا                                               |
| --------------------------------------------------------- | --------------- | ---------------------------------------------------------- |
| المساحة (كم2)                                             | 377.97 ألف      | 25.71 ألف                                                  |
| عدد السكان (نسمة)                                         | 126.79 مليون    | 2.08 مليون                                                 |
| الكثافة السكانية (ن./كم²)                                 | 335.45          | 80.9                                                       |
| العاصمة                                                   | طوكيو           | إسكوبية                                                    |
| اللغة الرسمية                                             | اللغة اليابانية | اللغة المقدونية، اللغة الألبانية                           |
| العملة                                                    | ين ياباني       | دينار مقدوني                                               |
| الناتج المحلي الإجمالي (بليون دولار)                      | 4.87 تريليون    | 11.34 مليار                                                |
| الناتج المحلي الإجمالي (تعادل القوة الشرائية) بليون دولار | 5.18 تريليون    | 29.26 مليار                                                |
| الناتج المحلي الإجمالي الاسمي للفرد دولار أمريكي          | 34.52 ألف       | 4.85 ألف                                                   |
| الناتج المحلي الإجمالي للفرد دولار أمريكي                 | 36.62 ألف       | 16.25 ألف                                                  |
| مؤشر التنمية البشرية                                      | 0.903           | 0.747                                                      |
| رمز المكالمات الدولي                                      | +81             | +389                                                       |
| رمز الإنترنت                                              | .jp             | .mk                                                        |
| المنطقة الزمنية                                           | توقيت اليابان   | توقيت وسط أوروبا، ت ع م+01:00، ت ع م+02:00، أوروبا/سكوبيه ‏ |

## منظمات دولية مشتركة
يشترك البلدان في عضوية مجموعة من المنظمات الدولية، منها:
| علم المنظمة | اسم المنظمة                               | تاريخ انضمام اليابان | تاريخ انضمام شمال مقدونيا |
| ----------- | ----------------------------------------- | -------------------- | ------------------------- |
|             | يونسكو                                    | 2 يوليو 1951         | 28 يونيو 1993             |
|             | مؤسسة التمويل الدولية                     | 20 يوليو 1956        | 25 فبراير 1993            |
|             | المركز الدولي لتسوية المنازعات الاستشارية | 16 سبتمبر 1967       | 26 نوفمبر 1998            |
|             | منظمة حظر الأسلحة الكيميائية              | ?                    | ?                         |
|             | مؤسسة التنمية الدولية                     | 27 ديسمبر 1960       | 25 فبراير 1993            |
|             | منظمة التجارة العالمية                    | ?                    | ?                         |
|             | وكالة ضمان الاستثمار متعدد الأطراف        | 12 أبريل 1988        | 19 مارس 1993              |
|             | الاتحاد البريدي العالمي                   | ?                    | ?                         |
|             | منظمة الشرطة الجنائية الدولية             | ?                    | ?                         |
|             | الأمم المتحدة                             | 18 ديسمبر 1956       | 8 أبريل 1993              |
|             | الاتحاد الدولي للاتصالات                  | 29 يناير 1879        | 4 مايو 1993               |
|             | البنك الدولي للإنشاء والتعمير             | 13 أغسطس 1952        | 25 فبراير 1993            |

## وصلات خارجية
- موقع وزارة الخارجية اليابانية